# Большекайбицкое сельское поселение
Большекайбицкое сельское поселение (тат. Олы Кайбыч авылы җирлеге) — муниципальное образование в составе Кайбицкого района Татарстана. Административный центр — село Большие Кайбицы. В поселение входят 4 населённых пункта.

## География
По территории поселения протекают реки Бирля (приток Свияги) и Берля (приток Бирли).

## История
Образовано в соответствии с законом Республики Татарстан от 31 января 2005 г. № 25-ЗРТ «Об установлении границ территорий и статусе муниципального образования „Кайбицкий муниципальный район“ и муниципальных образований в его составе» (с изменениями от 29 декабря 2008 г.).

## Населённые пункты
На территории поселения находятся следующие населённые пункты:
| Название        | Тип населённого пункта       | Население (2010) | Этнический состав |
| --------------- | ---------------------------- | ---------------- | ----------------- |
| Большие Кайбицы | село, административный центр | 1600             | татары            |
| Старые Чечкабы  | село                         | 442              | татары            |
| Семекеево       | село                         | 73               | татары, русские   |
| Афанасьевка     | деревня                      | 134              | татары, русские   |

## Население
| 2010  | 2011  | 2012  | 2013  | 2014  | 2015  | 2016  |
| ----- | ----- | ----- | ----- | ----- | ----- | ----- |
| 2249  | ↘2244 | ↘2236 | ↘2234 | ↗2242 | ↗2243 | ↗2280 |
| 2017  | 2018  |       |       |       |       |       |
| ↘2267 | ↗2295 |       |       |       |       |       |